# Straßburger Straße (metropolitana di Amburgo)
La stazione di Straßburger Straße è una stazione della metropolitana di Amburgo, sulla linea U1.